# بهرنگ تنکابنی
بهرنگ تنکابنی (زادهٔ ۱۳ دی ۱۳۶۱) منتقد و تهیه‌کننده موسیقی ایرانی است. او به عنوان روزنامه‌نگار در نشریاتی چون شرق و اعتماد قلم زده و در سال ۱۳۹۶ یک برنامه اینترنتی گفتگو محور زنده در زمینهٔ موسیقی با عنوان آهنگ اجرا می‌کرد.

## فعالیت حرفه‌ای

### فعالیت‌های مطبوعاتی
تنکابنی از سال ۱۳۸۳ به همراه کیوان فرزین مجلهٔ فرهنگ و آهنگ را بنیان نهاد. انتشار این مجله تا فروردین ۱۳۹۰ ادامه داشت و دو شمارهٔ دیگر از آن در سال ۱۳۹۴ منتشر شدند. او در پی بازداشت فعالان مطبوعاتی در خلال اعتراضات به نتایج انتخابات ریاست جمهوری ایران در ۱۵ دی ۱۳۸۸ بازداشت و در ۹ اسفند همان سال آزاد شد. او همچنین از سال ۱۳۹۱ تا سال ۱۳۹۳ دبیر تحریریهٔ ماهنامه فرهنگی-هنری شبکه آفتاب بود.

### تهیه‌کنندگی کنسرت
بهرنگ تنکابنی به عنوان تهیه‌کننده در برگزاری همنوازی‌های موسیقی‌دانان مطرحی همچون محمدرضا لطفی، حسین علیزاده، همایون شجریان، حمید متبسم، محمدرضا درویشی و… همکاری داشته‌است. از فعالیت‌های بهرنگ تنکابنی به عنوان تهیه‌کننده همنوازی‌ (کنسرت) می‌توان به موارد زیر اشاره کرد:
- گشت همنوازی‌ آن و آن: تور کنسرت حسین علیزاده در دو نوبت طی سال‌های ۱۳۸۹ تا ۱۳۹۱ در ۲۶ شهر ایران برگزار شد. برگزاری همنوازی‌ در شهرهای کوچک مانند بهبهان و سیاهکل از ویژگی‌های بارز این تور کنسرت بود.[۹][۱۰][۱۱]
- کنسرت مشترک حسین علیزاده، محمدرضا درویشی و ارکستر سمفونیک ملی اوکراین: در این اجرا که با حضور بخش زهی ارکستر ناسیونال اوکراین به رهبری ولادیمیر سیرنکو برگزار شد، قطعات نی‌نوا، عصیان و ترکمن از ساخته‌های حسین علیزاده و سوئیت کلیدر به آهنگسازی محمدرضا درویشی به اجرا درآمدند. در این کنسرت مسعود شعاری، بهداد بابایی، هوشیار خیام و پاشا هنجنی به عنوان سولیست حضور داشتند.[۱۲]
- کنسرت سیمرغ: پروژه سیمرغ به آهنگسازی حمید متبسم، اثری براساس داستان سیمرغ و زال شاهنامه فردوسی است که برای ارکستر بزرگ سازهای ایرانی تصنیف و با خوانندگی همایون شجریان اجرا و ضبط شد. بهرنگ تنکابنی مدیریت ارکستر سیمرغ را برعهده داشت و این اثر را در تهران و هلند به روی صحنه برد.[۱۳][۱۴]

### تبلیغات
تنکابنی به دعوت منیژه حکمت به پروژه ساخت فیلم سینمایی شهر موشها ۲ پیوست تا پویش تبلیغاتی این فیلم را طراحی و اجرا کند. در این پویش که از تیر ۱۳۹۲ آغاز شد و تا پایان اکران فیلم در پاییز ۱۳۹۳ ادامه داشت فعالیت‌هایی همچون ایجاد وبگاه موشنا، طراحی بازی استراتژیک تحت وب «موشوندان»، تولید عروسک‌ها و … اجرا شدند. او برای این فیلم سیمرغ بلورین بهترین مدیریت تبلیغات و اطلاع‌رسانی سی و سومین دورهٔ جشنواره فیلم فجر را دریافت کرد.